# Медное-Власово (усадьба)
Медное-Власово — усадьба, находится в селе Медном-Власове городского округа Лосино-Петровский Московской области.

## История
Усадьба основана в середине XVIII века, расположена на берегу реки Вори. Имена её основателей неизвестны.
Своё название Медное-Власово получило когда возле деревни Власово в 1822 году купец А. Я. Савельев основал медно-латунный завод, проработавший до 1920-х годов. После него производством владел сын, И. А. Савельев, после — его вдова О. Ф. Савельева. В 1860 году Савельева продала завод купцу Зернову. Через три года Зернов продал предприятие Соловьевым. В конце XIX века И. И. Соловьев перестраивает главный усадебный дом в стиле ампир с колоннами, флигелями, расширяя архитектурный комплекс новыми постройками.
Соловьёвы владели усадьбой до революции 1917 года. После смерти И. И. Соловьёва усадьбой владел его сын Н. И. Соловьёв. После революции имение и все производства были национализированы, придя в упадок, закрылись. В советский период в усадьбе располагалась Московская областная детская больница, в 1990-е годы — Московская городская детская больница-интернат для детей с ограниченными возможностями. Из-за аварийного состояния больницу перенесли в другое место. Сохранились одноэтажный господский дом, жилые одноэтажные флигели XIX века, хозяйственные постройки, парк с прудом, остатки медно-латунного завода и ткацкой фабрики.